# Gib Dich Nie Auf/Never Give Up
Gib Dich Nie Auf è un EP del gruppo musicale tedesco Rage, pubblicato nel gennaio 2009.

## Tracce

### Edizione standard
1. Gib Dich Nie Auf – 2:59 (testo: Peter Wagner – musica: Viktor Smolski)
2. Vollmond (versione tedesca di "Full Moon") – 4:54 (Peter Wagner)
3. Never Give Up – 4:07 (testo: Peter Wagner – musica: Viktor Smolski)
4. Terrified – 4:01 (Viktor Smolski)
5. Lord Of The Flies (versione orchestrale) – 5:51 (testo: Peter Wagner – musica: Viktor Smolski)
6. Home (versione registrata nuovamente della strumentale "Longing", dall'album Majesty & Passion) – 4:01 (Viktor Smolski)

### Tracce bonus edizione giapponese
1. Полнолуние (versione russa di "Full Moon")
2. Vollmond (versione spagnola di "Full Moon")

### Tracce video nelle edizioni enhanced CD
1. Refuge (registrato dal vivo al Wacken Open Air 2007)
2. Carved In Speed (Extended Trailer)

## Formazione
- Peter Wagner - voce, basso
- Viktor Smolski - chitarra
- André Hilgers - batteria